# Histoire de la science-fiction

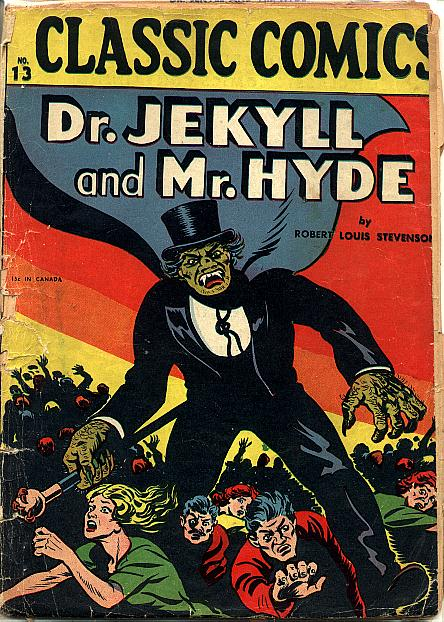
Page de couverture de la bande-dessinée du classique Dr Jekyll et Mr Hyde (1943) considéré comme la première œuvre de science-fiction d'horreur illustrée.

L'histoire de la science-fiction retrace les points marquants de la science-fiction, un genre littéraire et cinématographique diversifié dont la trame narrative prend place dans un univers fictif où les différents aspects tirent leurs caractères de sciences, de technologies ou d'événements variés.
Les origines de la science-fiction remonteraient aux premiers travaux fantastiques tels que l'épopée de Gilgamesh. Cependant, certains estiment que l'avènement du genre n'a pu se produire qu'entre le XVIIe siècle et le début du XIXe siècle, au tournant de la révolution scientifique et des grandes découvertes en astronomie, en physique et en mathématiques.
L'accroissement de l'application de la science dans le quotidien du grand public, pendant le XXe siècle, crée un terrain propice au développement de la science-fiction qui s'intéressait aux relations entre la technologie, la société et l'individu. Ainsi, il est dit de l'histoire de la science-fiction qu'elle reflète « l'histoire des attitudes changeantes de l'humanité vis-à-vis de l'espace et du temps, […] de notre compréhension croissante de l'Univers et de la position de notre espèce dans l'Univers ». Durant les dernières décennies, le genre s'est diversifié et apporte une influence culturelle et mondiale majeure.

## Origines de la science-fiction

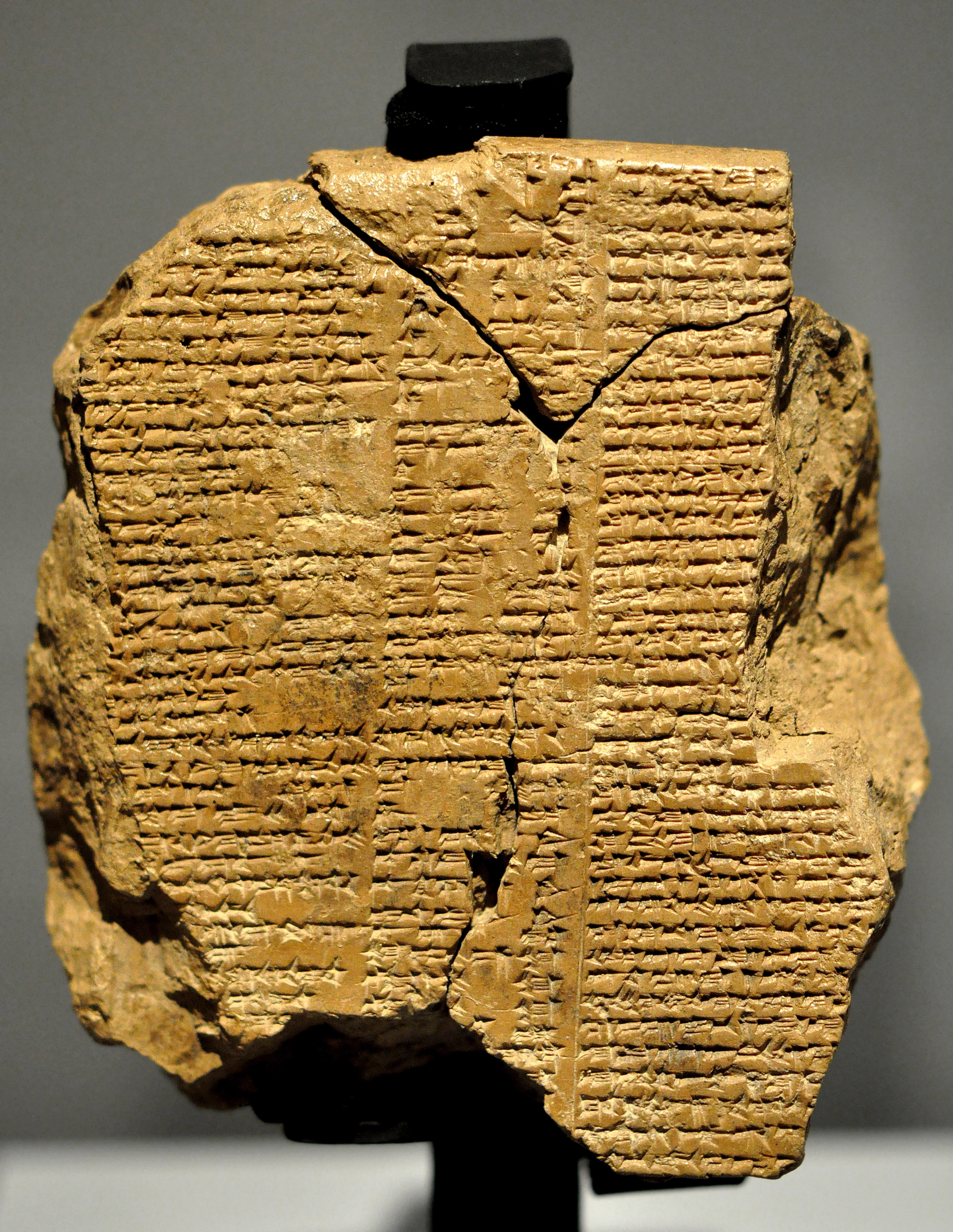
Tablette partiellement brisée de l'épopée de Gilgamesh datant de l'ère babylonienne (Mésopotamie, Irak).

Plusieurs textes, poèmes et épopées en provenance de cultures et d'époques différentes sont relatés dans la littérature. Ceux-ci recèlent des éléments fantastiques similaires à ceux de la science-fiction actuelle. Toutefois, ces écrits proviennent d'une ère antérieure à l'émergence du genre en tant que style distinct, affichant un manque de référence à la science ou à la technologie et relayés aux genres fantastiques ou fantaisistes. Figurent parmi eux, les Métamorphoses d'Ovide ou les poèmes héroïques Beowulf et Nibelungen.
De manière générale, c'est l'épopée sumérienne du roi Gilgamesh qui est reconnue comme étant le précurseur du genre de la science-fiction et dont les premières versions dateraient d'approximativement 2 000 ans avant notre ère. Ce texte serait aussi le premier ouvrage connu de la littérature. Le genre y est reconnu à travers son traitement de la raison humaine et sa quête pour l'immortalité. Plus spécifiquement, un déluge est mis en scène dans un passage dont les traits tendent vers la science-fiction apocalyptique.

### Précurseurs dans la culture asiatique
Dans la poésie indienne datée du XVIIe siècle au XIe siècle avant Jésus Christ (av. J.-C.), des oiseaux mécaniques voyageant dans l'espace sont dépeints dans le premier livre de la collection Rigveda d'hymnes sanskrit.
Du XIe siècle au VIIIe siècle av. J.-C., l'épopée mythologique hindoue du roi Kakudmi qui se rend au ciel afin de rencontrer le dieu Brahma se voit transporté dans le temps. Ainsi, ce récit aborde le concept de voyage temporel. Plus tard, entre le Ve siècle et le IVe siècle av. J.-C., des machines volantes pouvant naviguer sous l'eau et dans l'espace, ainsi que la destruction intégrale de cités au moyen d'armes technologiquement avancées, font leur apparition par l'entremise de l'épopée hindoue de Ramayana.

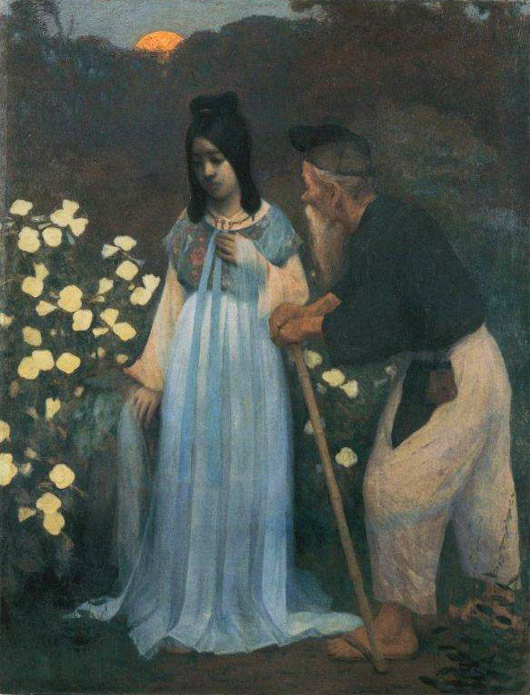
Œuvre de Mitustani Kunishiro, présentée au Musée d'art de Kasama, représentant la princesse Kaguya-hime auprès du vieux coupeur de bambou.

Dans la littérature japonaise, le conte d'Urashima Tarō, qui implique un voyage temporel dans un futur lointain, a été initialement rédigé dans le Shoku Nihongi en l'an 720,. L'histoire relate la visite du palais sous-marin du roi de l'océan par le protagoniste qui y séjourne quelque temps. À son retour chez lui, il s'avère que trois cents ans se sont écoulés et qu'il a tout perdu (quelques variantes existent en ce qui a trait à la fin du conte).
Rédigé au Xe siècle, le récit du coupeur de bambou peut également être considéré comme étant une proto-science-fiction. Dans cette histoire, le personnage principal est une princesse de la Lune envoyée sur Terre pour sa sécurité lors d'une guerre céleste. Lorsqu'un coupeur de bambou la trouve, il la soulève et la ramène sur la Lune chez sa famille extraterrestre. Par ailleurs, un dessin de ce manuscrit illustre une machine volante ronde semblable à une soucoupe volante.

### Précurseurs de culture européenne
Dans la culture grecque du Ve siècle av. J.-C. figurent plusieurs œuvres du dramaturge Aristophane dans lesquelles des éléments liés au « voyage fantastique », tel que le voyage aérien vers un autre monde, sont dépeints. Parmi ces œuvres, se distinguent Les Nuées, Les Oiseaux et La Paix.
L'Histoire vraie du satiriste Lucien de Samosate relate le voyage dans l'espace de son protagoniste, ainsi que des conversations avec des formes de vie inconnue de manière à émettre une critique de l'exagération dans la littérature et les débats. Dans cette œuvre souvent citée, les thèmes et les sujets typiques de la science-fiction se reflètent dans le voyage extra-atmosphérique, la première rencontre d'une forme de vie étrangère, la guerre interplanétaire, l'impérialisme planétaire, des mondes régis par des ensembles de lois physiques alternatives et aussi le goût du protagoniste pour l'aventure et l'exploration.
En résumé, l'Histoire vraie est le récit d'une bataille interplanétaire entre le peuple de la Lune et le peuple du Soleil pour le droit de coloniser l'Étoile du Matin. Lucien y dépeint des araignées spatiales géantes qui ont été « désignées pour faire tourner une toile dans l'espace entre la Lune et l'Étoile du matin, qui a été faite en un instant, et a fait une campagne entière pendant laquelle les forces de terre ont été battues,. » L. Sprague de Camp et un certain nombre d'autres auteurs affirment que c'est l'un des premiers, voire le premier, exemple de science-fiction ou de proto-science-fiction,,,,. 

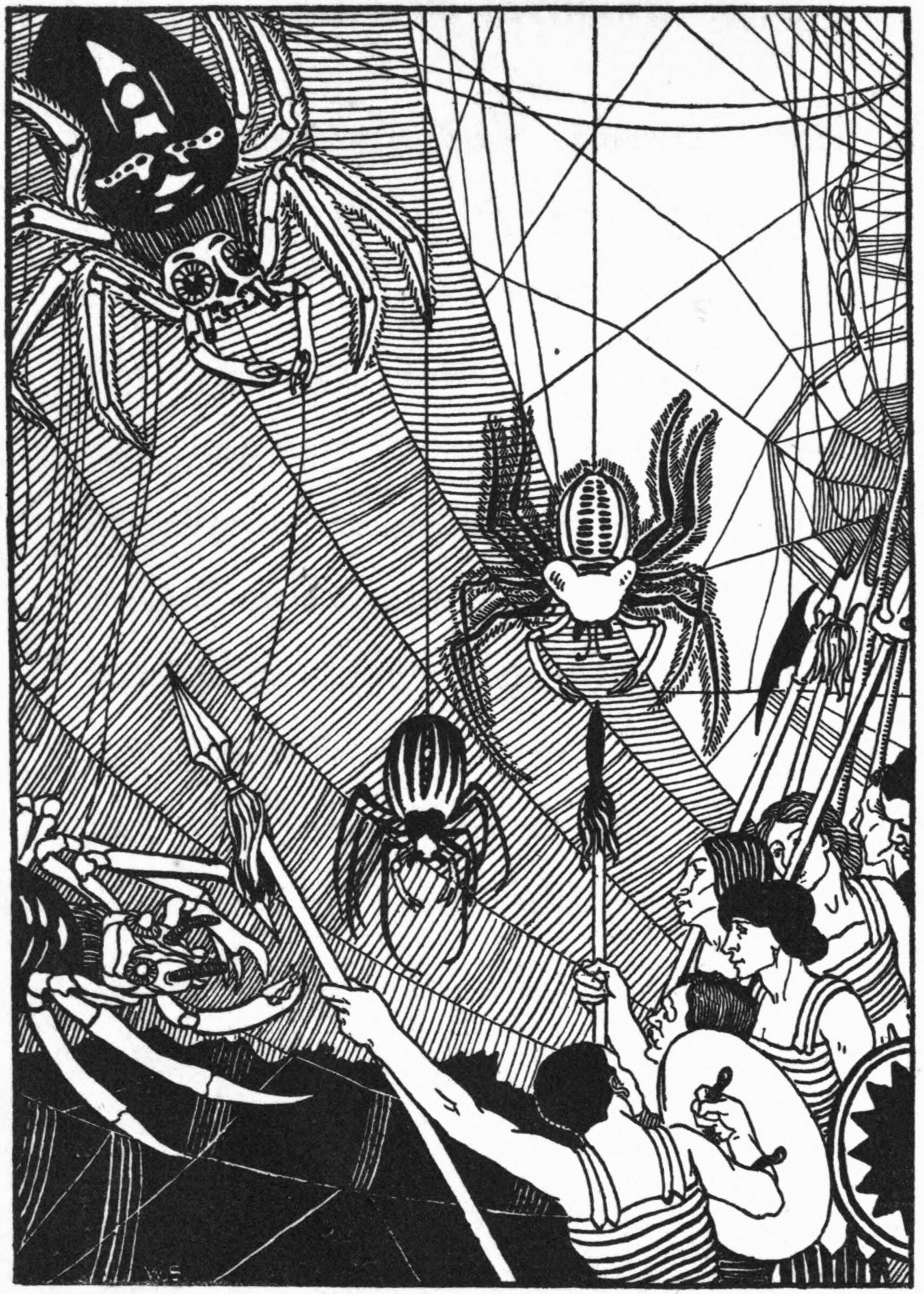
Illustration réalisée par Aubrey Beardsley en 1894 et représentant les araignées géantes dépeintes par Lucien dans l'Histoire vraie lors de la bataille entre les armées de la Lune et du Soleil pour la colonisation de l'Étoile du matin.

Cependant, puisque le texte a été écrit explicitement de manière satirique et hyperbolique, d'autres critiques sont ambivalents au sujet de sa place légitime en tant que précurseur de la science-fiction. Par exemple, le critique anglais Kingsley Amis a écrit que « ce n'est guère de la science-fiction, puisqu'il empile délibérément l'extravagance sur l'extravagance pour l'effet comique, », mais il a implicitement reconnu son caractère du genre en comparant son intrigue aux opéras de l'espace du début du XXe siècle. Par contre, la véracité et la sophistication de l'Histoire vraie aborde un aspect comique au détriment de presque toutes les sciences fictions modernes écrites entre 1910 et 1940. D'ailleurs, le traducteur Lucian Bryan Reardon est plus explicite et dépeint l'œuvre comme étant le « récit d'un voyage fantastique vers la Lune, le monde souterrain, le ventre d'une baleine, etc. » et ajoute que « ce n'est pas vraiment de la science-fiction, bien qu'on l'ait parfois appelée »,.

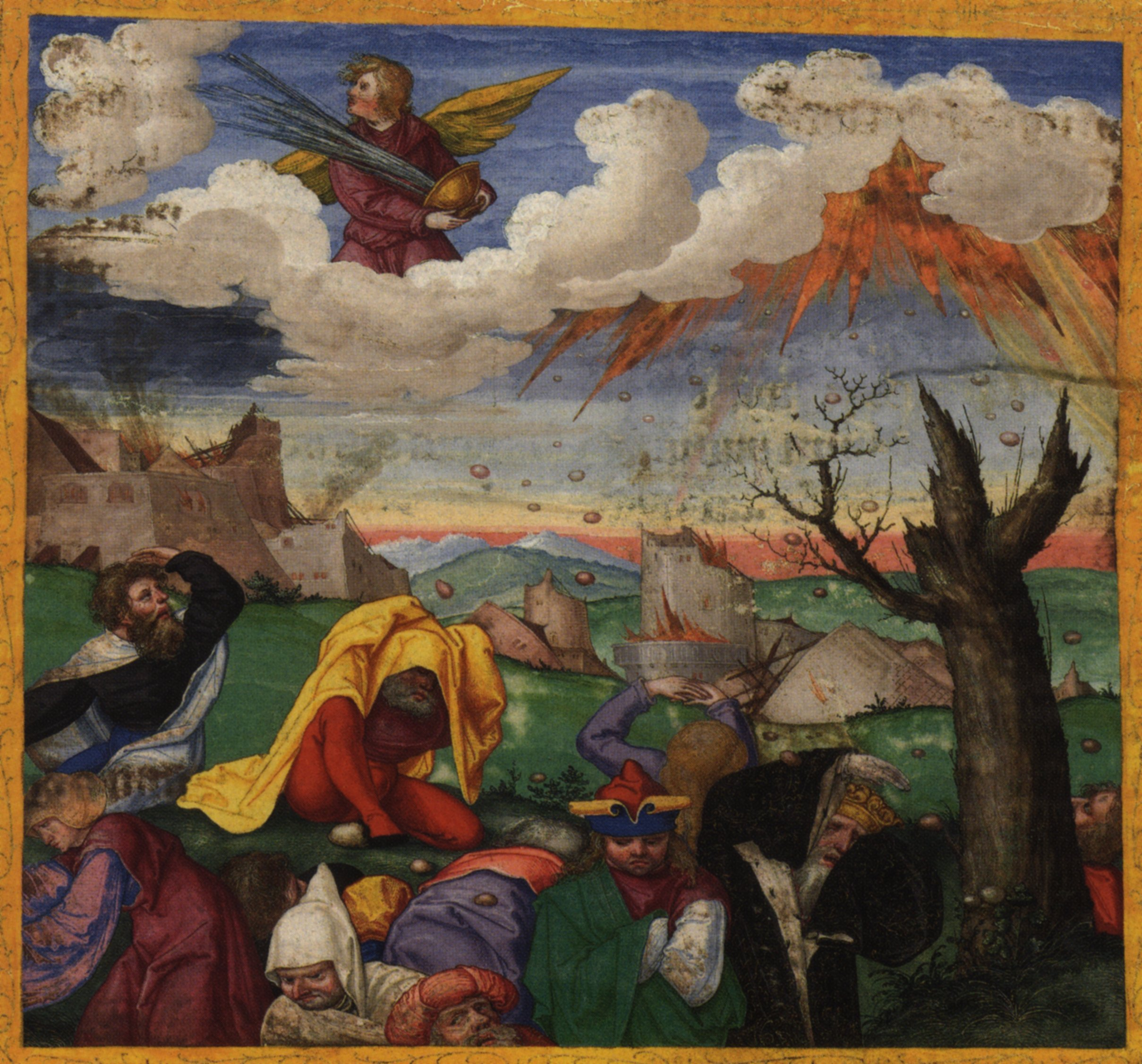
Ange déversant la septième coupe de la colère de Dieu, Apocalypse 16:17 à 16:21 dans la Bible.

Au sein de l'héritage chrétien, notamment certaines parties du livre de l'Apocalypse de la Bible, un langage similaire à celui de la science-fiction et de la science fantastique peut être perçu. En voici un extrait :

« Il y eut un grand tremblement de terre. Le Soleil devint noir comme des sacs faits de cheveux de chèvre ;
Tomba sur la Terre, comme des figues tombent d'un figuier qui est ébranlé par un vent fort. Les cieux reculent comme un rouleau enroulé, et chaque montagne et île a été enlevée de son lieu »

— Jean, L'Apocalypse.
L'écrivain britannique Adam Roberts commente en disant que « nous ne sommes pas habitués à penser que la Bible [soit] une science-fiction, mais dans la mesure où elle nous fournit les mythes avec lesquels notre culture rencontre l'altérité, l'étiquette a une certaine pertinence ».

### Précurseurs de culture arabe
Écrit entre le VIIIe et le Xe siècle, le recueil de contes des Mille et Une Nuits détient une place importante dans les cultures persane, indienne et arabe. Plusieurs de ces histoires comportent des éléments de science-fiction. Parmi celles-ci, figurent notamment Les aventures de Bulukiya, où la recherche de l'herbe de l'immortalité par le protagoniste l'amène à explorer les mers, le jardin d'Eden ainsi que le Jahannam. Il entreprend même un voyage à travers le cosmos vers des mondes beaucoup plus grands que le sien où il rencontre des sociétés de djinns, de sirènes, de serpents et d'arbres parlants ainsi que d'autres formes de vie diverses.

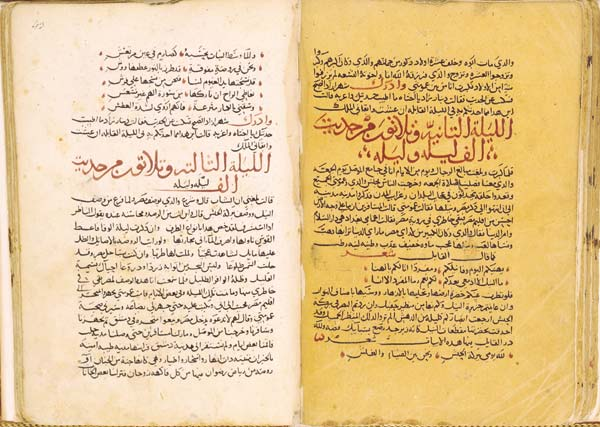
Le manuscrit de Galland, conservé à la Bibliothèque Nationale de Paris, est la plus vieille version des Mille et Une Nuits.

Dans le conte Abdullah le Pêcheur et Abdullah le Mérman, le protagoniste acquiert la capacité de respirer sous l'eau et découvre une société sous-marine subaquatique qui est dépeinte comme un reflet inversé de la société sur Terre. Cette société sous-marine suit une forme de communisme primitif où les concepts comme l'argent et les vêtements n'existent pas.
D'autres contes des Mille et Une Nuits traitent de technologies anciennes perdues, de civilisations anciennes avancées disparues lors de catastrophes les ayant submergées. La ville de laiton présente le récit d'un groupe d'archéologues voyageant à travers le Sahara pour dénicher un vase en laiton contenant un djinn piégé par Salomon dans une cité oubliée. Au courant de leur périple, le groupe rencontre une reine momifiée, des habitants pétrifiés, des robots humanoïdes et des automates réalistes, des marionnettes séduisantes dansant sans cordes ainsi qu'un cavalier robotisé fait de laiton qui dirige la fête vers la ville perdue.
Le conte du Cheval enchanté présente un robot sous les traits d'un cheval mécanique volant. Ce dernier est contrôlé à l'aide de clés et permettraient de voler dans l'espace et vers le Soleil. Par ailleurs, le conte du Troisième Qalandar comporte également un robot présenté sous les traits d'un étrange marin. Ainsi, les contes de La ville de laiton et du Cheval enchanté peuvent être considérés comme de premiers exemples de proto science-fiction. D'autres exemples de proto-science-fiction arabe comprennent les opinions d'al-Farabi sur les habitants d'une ville magnifique dans une société utopique, le récit futuriste de Awaj bin Anfaq écrit par Zakariya al-Qazwini sur un homme ayant voyagé sur Terre depuis une planète lointaine et certains éléments des Mille et Une Nuits tels que le tapis volant,.

### Précurseurs de l'époque médiévale

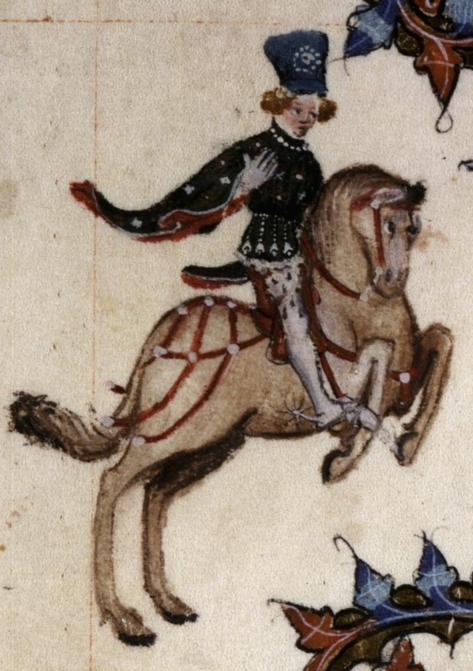
Illustration de l'écuyer sur le cheval de cuivre dans le manuscrit d'Ellesmere.

Au sein du moyen-âge arabe, le docteur Abu Shadi Al-Roubi réfère les deux derniers chapitres du roman théologique Fâdil ibn Nātiq, aussi connu sous le nom Theologus Autodidactus, écrit en 1270 par le polymathe Ibn al-Nafis, au genre de la science-fiction. Cette nouvelle traite d'éléments typiques du genre tels que la génération spontanée, la futurologie, les thèmes apocalyptiques, l'eschatologie, la résurrection et l'au-delà. Al-Nafis a tenté d'expliquer ces éléments d'intrigue à l'aide de ses propres connaissances anatomique, biologique, physiologique, astronomique, cosmologique et géologique plutôt que de donner des explications surnaturelles ou mythologiques à ces événements. Ainsi, c'est à travers ce roman que l'auteur introduit sa théorie scientifique du métabolisme et qu'il réfère sa découverte scientifique de la circulation pulmonaire pour expliquer la résurrection corporelle. Ce n'est qu'au début du XXe siècle que son œuvre fut traduite en anglais sous le nom de Theologus Autodidactus.
Au Moyen Âge européen, de nombreux romans chevaleresques et légendes présentent des passages relevant de la thématique de la science-fiction. Ainsi, à partir du XVIIe siècle, robots et automates sont présentés dans des romans tels que Le Pèlerinage de Charlemagne et Énéas. À la même époque, le roman de Troie présente la fameuse Chambre de Beautés contenant quatre automates. Dans ces œuvres, les automates étaient souvent associés de manière ambivalente à la nécromancie, surveillant des entrées ou donnant des avertissements aux intrus. L'association des automates à la nécromancie conduit souvent ces derniers à être postés à l'entrée de tombeaux tel qu'ils le font dans Énéas, dans Floire et Blancheflor, ainsi que dans le Roman d'Alexandre. Tandis que dans la légende arthurienne, ils apparaissent au personnage de Lancelot dans un palais souterrain. Les automates ne sont pas forcément représentés sous des traits humains. En effet, dans Le Conte de l'écuyer de l'écrivain britannique Geoffrey Chaucer, un cheval en cuivre est l'un des cadeaux offerts à Gengis Khan lors de son banquet.
D'autre part, dans le Roman d'Alexandre, les inventions technologiques sont omniprésentes. Le protagoniste d'Alexandre le Grand, présent dans l'œuvre précédente se retrouve aussi dans la Confession d'un amant de John Gower, dans laquelle il construit une machine volante à l'aide de griffons, d'une plate-forme et de pièce de viande servant d'appât directionnel. La machine se fait détruire et le personnage principal est renvoyé sur Terre. Ce dernier récidive en façonnant une bulle de verre afin de voyager sous l'eau. Ces procédés lui permettent de voyager aux frontières du connu et d'y découvrir des phénomènes dont la compréhension lui échappe.
Aussi, apparaît, dans certains romans médiévaux, un état semblable à l'animation suspendue. Par exemple, le roi Priam de l'Histoire de la destruction de Troie possède le corps d'Hector dont un réseau de tubes d'or parcouru d'un fluide semi-légendaire préserve le cadavre du héros de la dégradation. De cette façon, ce dernier est maintenu dans un état végétatif persistant dans lequel certains processus anatomiques sont poursuivis. Ainsi, les frontières entre les éléments scientifiques de la fiction médiévale avec la science médiévale peuvent être abstraites. En effet, le mélange de connaissance de l'époque et de connaissance actuellement reconnue comme fictive rend difficile la distinction entre les portions considérées comme étant de la science-fiction ou qui auraient pu l'être au Moyen Âge.

### Proto science-fiction du siècle des Lumières

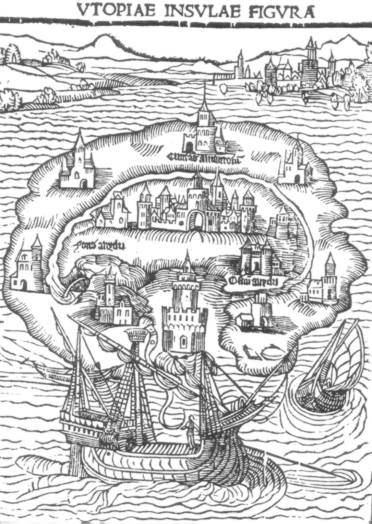
Gravure sur bois illustrant Utopia (1516) de Thomas More.

Le siècle des Lumières est caractérisé, entre autres, par de nombreuses découvertes scientifiques. C'est aussi à cette époque que plusieurs types de littérature ont commencé à prendre forme dans l'Europe du XVIe siècle. En 1516, Thomas More publie une œuvre de fiction politique et philosophique intitulée Utopia. L'œuvre dépeint une île fictive sur laquelle les habitants auraient perfectionné tous les aspects de leur société. En somme, ce livre fondateur de la pensée utopiste marquera la science-fiction par sa popularité. Par la suite, ce terme est employé pour décrire un monde en apparence parfait, mais qui s'avèrera finalement trompeur ou corrompu. C'est à ce niveau que s'inscrit le conte de Faust qui est aussi l'une des premières histoires sous la trame du « savant fou ».
Le siècle des Lumières étant marqué d'un intérêt généralisé pour l'avancement scientifique, la création de fiction spéculative en est largement influencée. De cette manière, bon nombre de tropes de la science-fiction moderne auront été anticipés. À titre d'exemple, plusieurs travaux auront porté sur les voyages lunaires, d'abord dans Le Songe ou l'Astronomie lunaire de Johannes Kepler, que Carl Sagan et Isaac Asimov définissent comme étant le premier travail de la science-fiction. De la même manière, L'Homme dans la Lune de Francis Godwin (1638) est perçu comme la première œuvre de science-fiction anglaise, suivi de The Emperor of the Moon (en) d'Aphra Behn (1687). Dans la francophonie, c'est à l'Histoire comique des États et Empires de la Lune de Cyrano de Bergerac (1657) que cette mention est attribuée. Les voyages spatiaux bénéficient également d'une large couverture. Parmi eux, Micromégas de Voltaire (1752) qui suggère que des civilisations extra-terrestres puissent être en quelque sorte plus avancées que celles de la terre.
D'autres œuvres de proto science-fiction voient le jour à cette époque (entre le XVIIe et le XVIIIe siècle). Parmi elles, figurent notamment :
- La Tempête (1610-1611) de Shakespeare : prototype d'histoire de « savant fou » ;
- La Nouvelle Atlantide (1627) de Francis Bacon : roman utopique incomplet ;
- « The Description of a New World Called the Blazing World and Other Writings » (1666) de Margaret Cavendish : roman décrivant un monde alternatif trouvé dans l'Arctique par une jeune femme noble ;
- Les Voyages et Aventures de Jacques Massé (1710) de Simon Tyssot de Patot : présentation d'un monde perdu ;
- Les Aventures et Le Voyage de Groenland du Révérend Le Père Cordelier Pierre de Mésange (1720) de Simon Tyssot de Patot : présentation d'une Terre Creuse ;
- Les Voyages de Gulliver (1726) de Jonathan Swift : présentation et description de cultures étrangères et de « science étrange » ;
- Mémoires du vingtième siècle (1733) de Samuel Madden : le protagoniste se voit donner une série de documents d'état datant des années 1997-1998 alors qu'il est en 1728 ;
- Les voyages souterrains de Niels Klim (1741) de Ludvig Holberg : exemple précoce du thème selon lequel la Terre serait creuse ;
- L'An 2440 (1771) de Louis-Sébastien Mercier : récit prédisant l'allure de la vie au XXVe siècle ;
- La Découverte Australe par Un Homme Volant (1781) de Nicolas Edme Restif de La Bretonne : présentation d'inventions prophétiques ;
- Icosaméron (1788) de Giacomo Casanova : roman faisant usage du thème selon lequel la Terre serait creuse.

## Tournant duXIXesiècle

### Proto-science-fiction en Europe au début duXIXesiècle

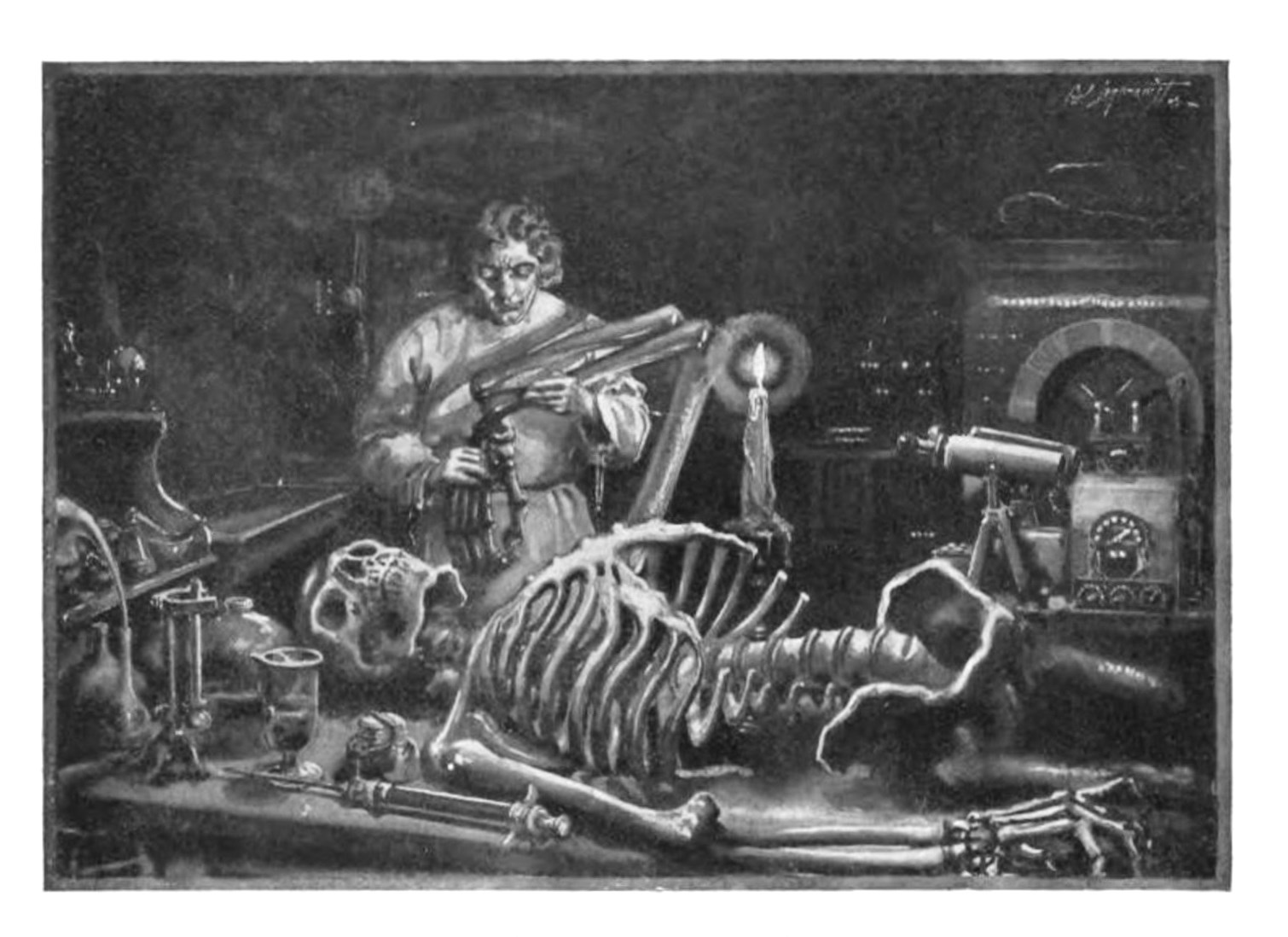
Victor Frankenstein (créé en 1818 par Mary Shelley) travaillant dans son laboratoire. Illustration d'une édition de 1922.

Le début du XIXe siècle est marqué par une accélération majeure dans les tendances et les caractéristiques de la science-fiction. Cette accélération commence avec la publication de Frankenstein en 1818. Ce court roman de Mary Shelley présente l'archétype du « savant fou » qui fait des expérimentations avec de la technologie de pointe. Il introduit des thèmes de la science-fiction tels que l'utilisation de la technologie pour des réalisations allant au-delà de la science de l'époque et l'utilisation de l'extraterrestre en tant qu'antagoniste. Ce dernier permet notamment d'offrir une vision externe de la condition humaine. D'autres œuvres de Mary Shelley s'inscrivent dans le genre de la science-fiction. Parmi elles, on retrouve Roger Dodsworth: The Reanimated Englishman (publiée en 1863) et le roman futuriste Le dernier homme (publié en 1826).
De nombreux autres écrivains du XIXe siècle ont écrit des histoires s'inscrivant dans la science-fiction. Parmi ces œuvres figure Kort verhaal van eene aanmerkelijke luchtreis en nieuwe planeetontdekking écrit par le poète Willem Bilderdijk et publié en 1813. Dans ce roman, le protagoniste se vante d'être capable de construire un ballon qui peut soulever des gens et les laisser voler grâce à l'air. Les gaz utilisés se révèlent toutefois être plus puissants que prévu et après quelque temps, le ballon atterrit sur une planète se trouvant entre la Terre et la Lune. Willem Bilderdijk utilise son histoire pour présenter un aperçu des connaissances scientifiques sur la Lune. Une vingtaine d'années plus tard, quelques similitudes avec ce roman sont retrouvées dans l'histoire courte d'Edgar Allan Poe : l'Aventure sans pareille d'un certain Hans Pfaall.

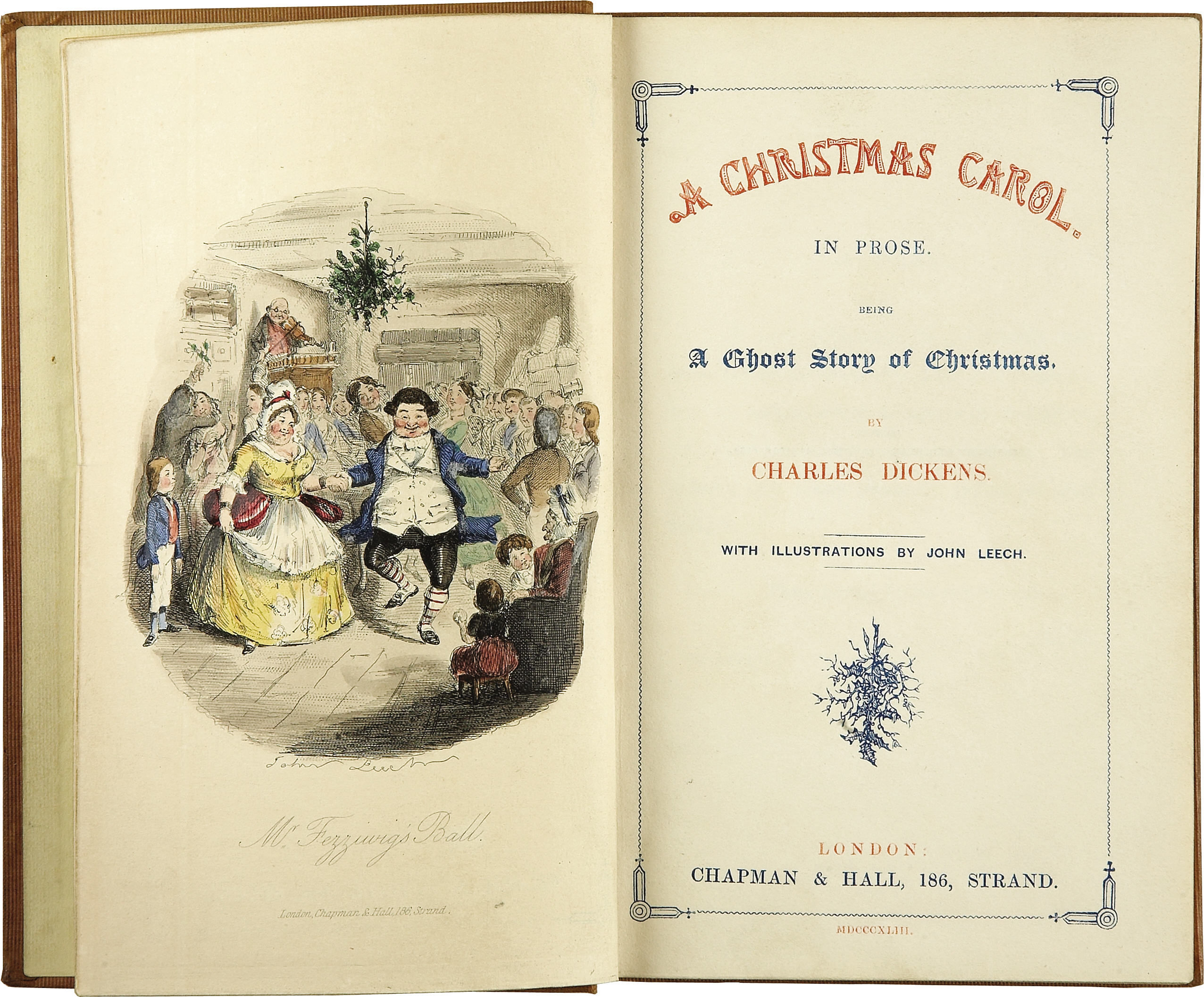
Page de titre de la première édition d'Un chant de Noël de Charles Dickens publié en 1843.

En 1843, Charles Dickens publie Un chant de Noël. L’œuvre est marquante, notamment en raison de sa popularisation du concept de voyage dans le temps, bien que le thème du voyage spatio temporel, cher à la science-fiction, a été introduit par Alexandre Veltman quelques années plus tôt dans Predki Kalimerosa: Aleksandr Filippovitch Makedonskij (1836), dans lequel le narrateur se rend au temps de la Grèce antique sur un hippogriffe, rencontre Aristote et voyage avec Alexandre le Grand avant de retourner à son époque (le XIXe siècle). Ce livre est considéré comme le premier roman original de science-fiction russe.
Influencé par les théories scientifiques du XIXe siècle, et notamment par l'idée du progrès humain, Victor Hugo a écrit dans La Légende des siècles, publiée en 1859, un long poème en deux parties qui peut être vu comme un récit dystopique / utopique, appelé Vingtième siècle. Dans ce dernier, Victor Hugo décrit la carcasse d'un immense navire brisé, plus grand produit de l'homme fier et insensé, appelé Léviathan. Ce navire erre dans un monde désertique où soufflent les vents et la colère de la nature blessée.
D'autres œuvres remarquables publiées au XIXe siècle s'inscrivent dans la science-fiction. Parmi elles, figurent notamment :
- Le Dernier Homme (1805) de Jean-Baptiste Cousin de Grainville[35] ;
- Le Roman de l'Avenir[36] (1834) de Félix Bodin et Le Monde tel qu'il sera[37] (1846) de Émile Souvestre : ces deux romans tentent de prédire ce que sera le prochain siècle (le XXe siècle) ;
- The Mummy! (1827) de Jane Wells Webb Loudon : le personnage de cette nouvelle (Cheops) est envoyé, par des moyens scientifiques, dans un monde où la technologie est grandement avancée (il y a des bijoux avec des flammes de gaz, des maisons qui avancent sur des rails...) ;
- Napoléon et la conquête du Monde (1836) de Louis Geoffroy : histoire alternative d'un monde conquis par Napoléon ;
- Star ou Ψ de Cassiopée (1854) de Charlemagne Ischir Defontenay : chronique d'un monde et d'une civilisation étrangers ;
- La pluralité des mondes habités (1862) de Camille Flammarion : spéculation sur la vie extraterrestre ;
- The Coming Race (1871) de Edward Bulwer-Lytton : roman dans lequel, le personnage principal découvre une civilisation souterraine très évoluée, des explications logiques et scientifiques sont données par l'évolution biologique et le progrès technique qui prennent la place des choses magiques et surnaturelles.

### Verne et Wells

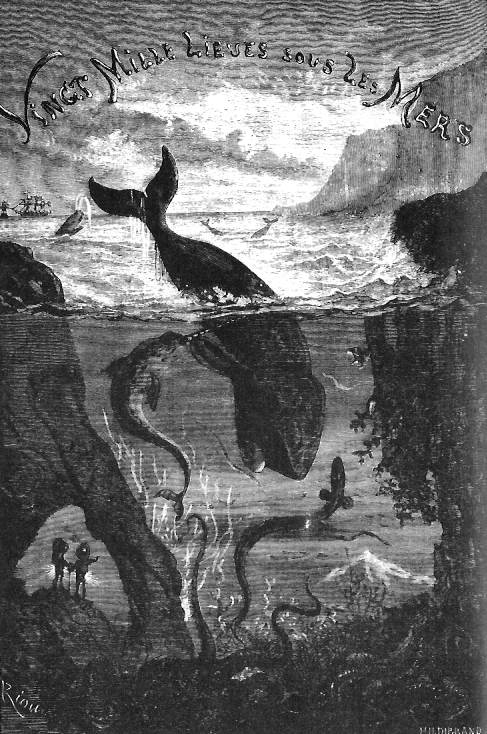
Page de couverture de Vingt mille lieues sous les mers, roman de Jules Verne (premières éditions de Hetzel, 1871).

La science-fiction reconnue comme telle commence en Europe dans la deuxième moitié du XIXe siècle avec les romans scientifiques de Jules Verne et les romans socialement critiques à orientation scientifique de H. G. Wells. Ces deux auteurs sont maintenant considérés comme les pères fondateurs du genre.
Dans ses œuvres telles Voyage au centre de la Terre (1864), De la Terre à la Lune (1865) ou encore Vingt mille lieues sous les mers (1869), l'écrivain français Jules Verne utilise des technologies modernes ou futuristes mais toujours réalistes afin de raconter une histoire. L'écrivain britannique H. G. Wells, quant à lui, invente des éléments extraordinaires (l'invisibilité, l'antigravité, les plantes mangeuses d'hommes, etc.) en se concentrant plutôt sur les personnages que les détails des technologies afin de pouvoir faire une critique de la société. Parmi les œuvres principales de ce dernier, on compte La Machine à explorer le temps (1895) et La Guerre des mondes (1898).
Jules Verne et H. G. Wells acquièrent une popularité internationale et exercent une grande influence sur les écrivains américains.

### Fin duXIXesiècle
Dans les dernières décennies du XIXe siècle, de nombreux ouvrages de science-fiction voient le jour. On note ainsi la nouvelle De l'autre côté des montagnes. Cette dernière, publiée en 1872 et écrite par Samuel Butler, traite du concept des machines (robots) qui pourraient un jour devenir sensibles et éliminer les hommes.
Bien que davantage connu pour ses œuvres mettant en scène le détective Sherlock Holmes, Arthur Conan Doyle a également écrit de la science-fiction. En effet, le roman Le Monde perdu, publié en 1912 et décrivant les aventures du Professeur Challenger, s'inscrit dans le genre.

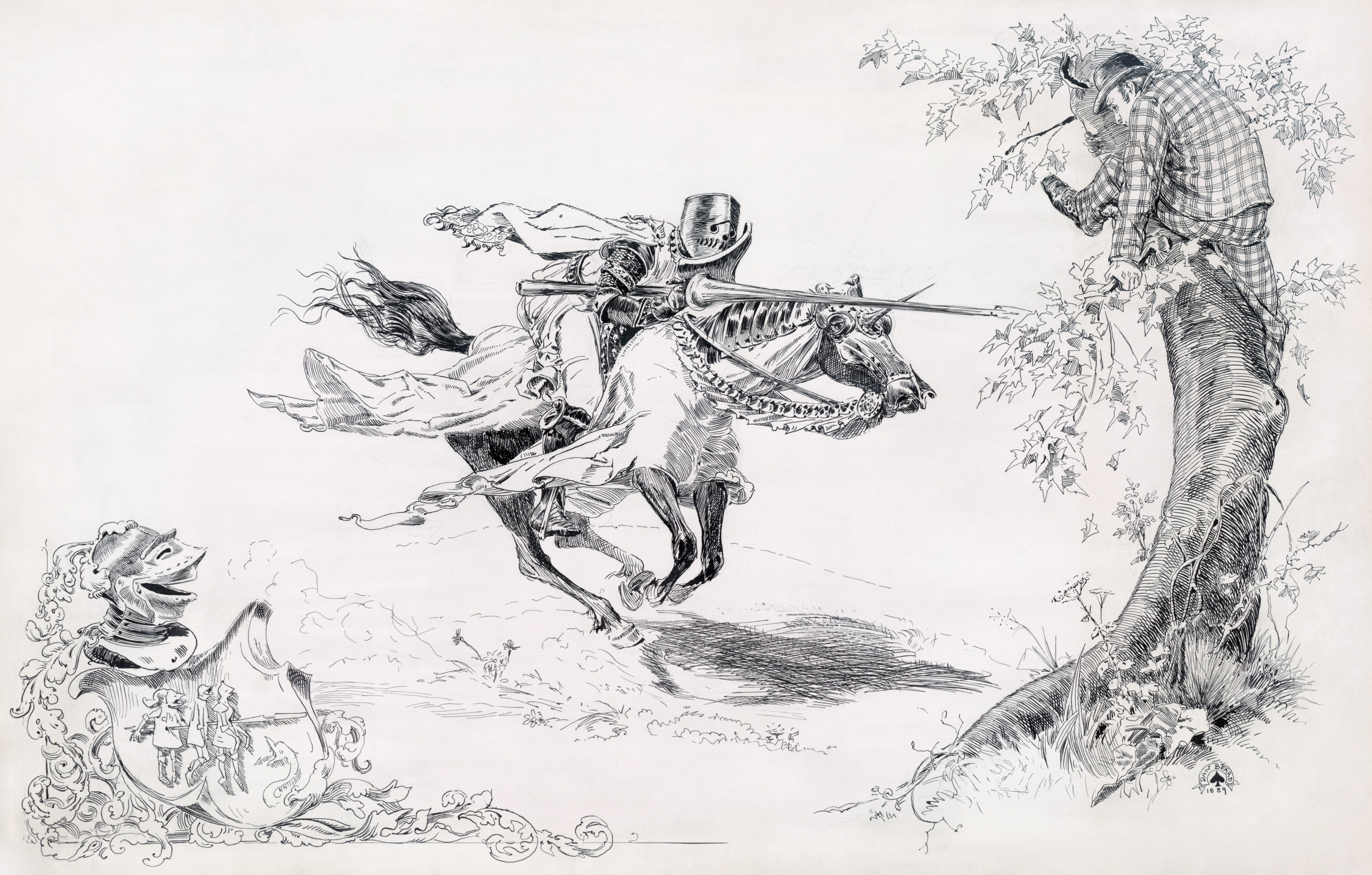
Dessin à la plume illustrant le roman de Mark Twain, Un Yankee à la cour du roi Arthur (1889).

Avec l'influence de Verne et Wells, la fin du XIXe est marqué par l'émergence de la science-fiction américaine. Parmi cette dernière, l'une des œuvres les plus populaires est Looking Backward (1888) d'Edward Bellamy, son influence s'étendant bien au-delà du domaine de la littérature. Ce roman, ayant pour titre français Cent ans après ou l'An 2000, extrapole une société futuriste basée sur l'observation de la société actuelle.
L'écrivain américain Mark Twain explore également les thèmes de la science dans son roman Un Yankee à la cour du roi Arthur. En effet, il aborde les thèmes de la science-fiction à travers la « transmigration des âmes » et la « transposition des époques et des corps ». Le personnage décrit par Twain est transporté dans le temps ainsi que sa connaissance de la technologie du XIXe siècle. Écrit en 1889, un Yankee du Connecticut semble prédire les événements de la Première Guerre mondiale.

## Expansion du genre auXXesiècle

### Popularisation de la science-fiction
La science-fiction connaît une véritable expansion au XXe siècle, notamment à travers les magazines et les films.

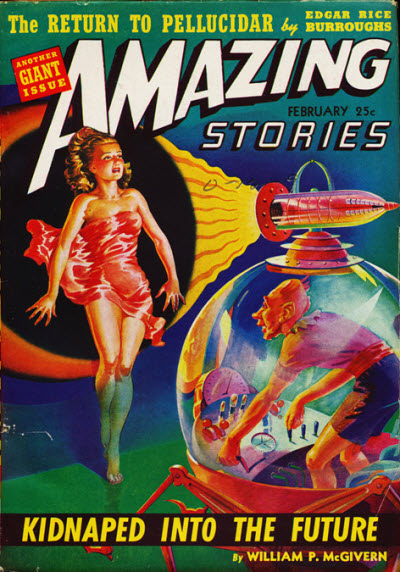
Page de couverture du magazine Amazing Stories sorti en février 1942.

De nombreux magazines de science-fiction voient ainsi le jour. En langue anglaise, le premier est Amazing Stories (1926), fondé par Hugo Gernsback, qui est également l'inventeur du terme « science-fiction ». Amazing Stories est consacré exclusivement aux histoires de science-fiction qu'elles comprennent du réalisme scientifique, permettant d'éduquer la société sur les principes scientifiques (ce que Hugo Gernsback encourageait), ou qu'elles comprennent des histoires passionnantes avec peu de réalisme.
Au cours des années 1930, d'autres magazines du genre apparaissent, dont Weird Tales, qui publie principalement des histoires de fantaisie, Astounding Stories et Wonder Stories,,. L'ensemble de ces magazines font partie des pulps, abréviation de « pulp magazines », qui sont des publications d'histoires de fiction peu coûteuses et très populaires aux États-Unis au cours de la première moitié du XXe siècle. Leur faible coût amène un grand succès auprès de la population américaine, permettant ainsi la popularisation de la science-fiction. Les rares « pulps » encore publiés aujourd'hui sont, pour la plupart, orientés vers la science-fiction et le fantastique.
De nombreux films de science-fiction voient également le jour. En effet, les débuts de la science-fiction au cinéma se sont faits en 1902 avec Le Voyage dans la Lune de Georges Méliès. À partir de là, il y a vraiment eu une expansion du genre car même les personnes ne sachant pas lire pouvaient avoir accès à la science-fiction. Le genre inspire de plus en plus d'œuvres cinématographiques tout au long du XXe siècle. Parmi elles, on compte notamment Métropolis (1927) de Fritz Lang, qui est le premier film dystopique mettant en scène des robots, et Planète interdite (1956) de Fred M. Wilcox, qui évoque les thèmes du voyage dans l'espace, du savant fou et de la relation existant entre la technologie et l'homme.

### Âge d'or (1930-1950)
La période allant de 1930 à 1950 est appelée l'âge d'or de la science-fiction. Un grand nombre d'œuvres du genre voient le jour et la période est particulièrement caractérisée par le sous-genre de Hard science-fiction, qui célèbre les réalisations scientifiques et le progrès,.
En 1937, l'éditeur du magazine Astounding Stories John W. Campbell ainsi que des auteurs tels Isaac Asimov, Arthur C. Clarke et Robert A. Heinlein consolident et popularisent fortement le genre. Ainsi, en 1941, Asimov publie 15 nouvelles où il met souvent en scène des robots. Il est d'ailleurs à l'origine du mot robotique. Parmi les œuvres d'Isaac Asimov les plus connues figurent Quand les ténèbres viendront et La Dernière Question (1956). Quant à lui, Heinlein obtiendra un certain succès avec Étoiles, garde-à-vous ! (1959). De nombreux lecteurs de Astounding Stories explorent d'autres œuvres de la science-fiction afin de découvrir davantage d'aspects de ce genre et c'est de là qu'a commencé la popularisation et l'expansion de la science-fiction[réf. souhaitée].
En 1948, George Orwell écrit une populaire dystopie littéraire : 1984. Dans ce roman, l'écrivain envisage un régime totalitaire gouverné par la technologie qui domine la société grâce à un contrôle total de l'information.
La science-fiction a, depuis cette époque, de plus en plus d'impact sur la société. Notons ainsi la forte réaction à la suite de l'adaptation radiophonique de La Guerre des mondes en 1938 ou le soulèvement de l'attention des services secrets américains avec Deadline (en) (1944), écrit par Cleve Cartmill et qui parle des essais de la bombe nucléaire alors que le développement de cette dernière, qui était en cours, était tenu secret.

### Apparition de sous-genres
Du fait qu'il y ait de plus en plus d'œuvres, des sous-genres de la science-fiction ont commencé à émerger à la fin du XXe siècle en fonction des thèmes que les œuvres abordaient.

Logo de Star Wars (La guerre des étoiles), série de films de George Lucas commencée en 1977.

Parmi eux, on compte d'abord le space opera (ou opéra de l'espace). Le terme est utilisé pour la première fois de manière péjorative par l'écrivain Wilson Tucker dans Le Zombie (1941) afin de désigner les clichés du récit d'aventure ou du western retrouvés dans l'espace. Le space opera est caractérisé par la mise en place d'histoires d'aventures épiques ou dramatiques qui se déroulent dans un cadre géopolitique complexe. La majeure partie des œuvres de ce sous-genre de la science-fiction aborde les voyages spatiaux. Parmi elles, sont retrouvés Star Wars (La guerre des étoiles) présentant une guerre interstellaire dystopique, Star Trek ou encore Stargate, la porte des étoiles. Ce sous-genre est devenu très populaire dans les années 1960-1970.
Un autre sous-genre, apparu au cours des années 1980, est le cyberpunk, caractérisé par l'anticipation dystopique et apparenté à la Hard science-fiction. Le terme apparait le 30 décembre 1984 dans le Washington Post, qui publie un article intitulé « SF in the Eighties » dans lequel le style de l'œuvre de l'écrivain William Gibson, et plus particulièrement de son roman Neuromancien (1984), est qualifié de cyberpunk. Ce sous-genre de la science-fiction met en scène, le plus souvent, un futur proche, avec une société technologiquement avancée. Le genre comprend des œuvres telles que Blade Runner, considéré comme le film fondateur du genre, Ghost in the Shell, Matrix ou encore 2001 : L'Odyssée de l'espace.

## Science-fiction contemporaine
Aucune œuvre ne peut, pour le moment, être considérée comme représentative de la science-fiction du XXIe siècle. Cependant, l'expansion de la science-fiction engagée au XIXe se poursuit. En effet, elle touche de plus en plus de pays, mais aussi de plus en plus de domaines artistiques parmi lesquels se retrouvent, notamment, la littérature, le cinéma, les films d'animation, les séries et les jeux vidéo.
Trigun, un manga écrit et dessiné par Yasuhiro Nightow et adapté d'abord en série animée (1998) puis en film d'animation (2010) montre l'expansion des animés dans la science-fiction. Dans ce manga, les restes d'une technologie avancée contrastent avec le mode de vie de la population. La série télévisée d'animation Cowboy Bebop (1998) créée par Sunrise, et le manga Outlaw Star (1996-1999), écrit et dessiné par Takehiko Itō montrent également l'expansion de la science-fiction dans les mangas et les animés.

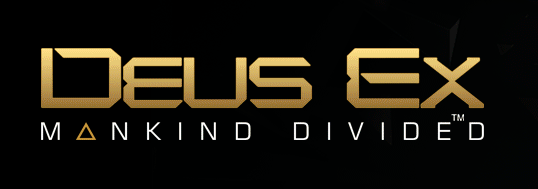
Logo du jeu vidéo Deus Ex: Mankind Divided.

Les jeux vidéo s'inscrivant dans la science-fiction proposent souvent des mondes apocalyptiques ou post-apocalyptiques. C'est, par exemple, le cas de la série de jeux vidéo Fallout (1997), qui présente une terre post-apocalyptique où la civilisation se remet d'un guerre nucléaire et sur laquelle les survivants luttent pour survivre et tentent de reconstruire la société. Une autre série de jeux vidéo importante s'inscrivant dans le genre de la science fiction est Deus Ex. La série se déroule au XXIe siècle et se focalise sur le conflit entre des factions secrètes qui souhaitent contrôler le monde par procuration. Elle dépeint les effets des technologies liées au transhumanisme dans un futur dystopique à l'ambiance cyberpunk.
La science-fiction du début du XXIe siècle priorise la science pure au détriment de la fantaisie, qui était auparavant plus présente. En effet, de plus en plus d'œuvres du genre abordent la science car la science-fiction est un bon moyen de décrire l'époque actuelle. Il y a davantage une mise à jour des technologies modernes qu'une imagination de nouvelles technologies. De plus en plus d'auteurs s'inscrivent dans la Hard science-fiction, caractérisée par son exigence de cohérence interne et par son intérêt pour les détails scientifiques et techniques. Parmi eux, on note Kim Stanley Robinson avec sa Trilogie de Mars qui décrit dans les moindres détails une future colonisation de Mars par l'humanité.
Pour John Clute, écrivain et critique littéraire de science-fiction, la science-fiction du début du XXIe siècle peut être comprise de deux façons. Soit, il y a une vision du triomphe de la science-fiction comme genre qui a dépeint un avenir significatif qui au fur et à mesure est passé, soit, il y a une vision indéchiffrable et indiscernable du monde que le genre a essayé d'exagérer et auquel il a donné de l'importance[style à revoir].